# Psi (인스턴트 메신저)
Psi는 Qt 툴킷을 사용하는 XMPP 프로토콜(구글 토크와 같은 서비스 포함)용 무료 인스턴트 메시징 클라이언트이다. 리눅스(및 기타 유닉스 계열 운영 체제), 윈도우, macOS 및 OS/2(eComStation 및 ArcaOS 포함)에서 실행된다.
프로그램의 사용자 인터페이스는 사용자 정의가 매우 유연하다. 예를 들어, "다중 창" 및 "올인원" 모드가 있으며 다양한 아이콘 세트와 테마를 지원한다.
즉시 설치 가능한 deb 및 RPM 패키지는 다양한 리눅스 배포판에서 사용할 수 있다. 하이쿠, FreeBSD 및 썬 솔라리스 운영 체제에 대한 Psi의 성공적인 포팅이 보고되었다.
Psi의 자유-오픈 소스 특성으로 인해 향후 공식 Psi 버전에 나타날 수 있는 기능이 포함된 여러 포크가 등장했다.

## 목표 선언
Psi 프로젝트의 목표는 XMPP 초안과 XMPP XEP를 엄격하게 준수하는 강력하면서도 사용하기 쉬운 XMPP 클라이언트를 만드는 것이다. 이는 대부분의 경우 XMPP 커뮤니티에서 승인된 표준이 없으면 Psi가 기능을 구현하지 않는다는 것을 의미한다. 이렇게 함으로써 Psi가 호환을 높이고 안정적이며 예측이 가능해진다.